# 安庆路街道
安庆路街道，是中华人民共和国安徽省合肥市庐阳区曾经下辖的一个乡镇级行政单位。得名自辖境内的主干道之一安庆路。

## 历史沿革
1952年，成立庙街居委会，属西市区人民政府管辖。1955年，分设潜山庙巷、大夫第、霍邱路、庙后街四个居委会。1960年12月成立西市区人民公社庙街分社。1966年1月改为庙街街道。1969年3月更名为安庆路街道，同年12月撤销并入阜阳路街道。1970年3月复设安庆路街道。1976年10月，改为安庆路街道革命委员会。1979年12月改制为安庆路街道。2012年3月，撤销安庆路街道，学府社区六安路以东部分划归逍遥津街道，其余部分划入新设的三孝口街道。

## 行政区划
安庆路街道撤销前辖四古巷、城隍庙、蒙城路、大夫第、学府、淮西、杏花六个社区。